# Dolovi (Velika Kladuša)
Dolovi falu Bosznia-Hercegovinában, a Bosznia-hercegovinai Föderáció Una-Szanai kantonjában. Közigazgatásilag Velika Kladušához tartozik.

## Fekvése
Bosznia-Hercegovina északnyugati részén, Bihácstól légvonalban 39, közúton 61 km-re északra, Velika Kladušától légvonalban 13, közúton 20 km-re kelet-délkeletre levő dombos, erdős vidéken, a Glinica-patak mentén fekszik.

## Népessége
| Nemzetiségi csoport | Népesség 1991 | Népesség 2013 |
| ------------------- | ------------- | ------------- |
| Szerb               | 0             | 2             |
| Bosnyák             | 966           | 707           |
| Horvát              | 1             | 3             |
| Jugoszláv           | 5             | 0             |
| Egyéb               | 5             | 175           |
| Összesen            | 977           | 887           |